# Karl Schmitt (Politiker)
Heinrich Karl Joseph Schmitt – zeitgenössisch auch: Carl Schmitt – (* 6. November 1795 in Mainz; † 15. Januar 1878 in Wiesbaden) war ein deutscher Verwaltungsbeamter, Provinzialdirektor und Abgeordneter in der Ersten Kammer der Landstände des Großherzogtums Hessen.

## Familie
Karl Schmitt war römisch-katholisch. Sein Vater, Aloys Joseph Schmitt, war kurmainzischer Amtmann in Steinheim, später in Aschaffenburg, die Mutter Josepha, geborene Wentzel.
Karl Schmitt und Friederike Caroline, geborene Fliesen (1797–1857), heirateten am 15. Januar 1822 in Speyer. Sie war die Tochter von Johann Wilhelm Fliesen, Konsistorialpräsident und Königlich Bayerischer Reichsrat, und von Charlotte, geborene Gervinius.

## Karriere
Angaben zu seiner Ausbildung fehlen. Erwähnt wird, dass er Inhaber eines „Dr. theol.“ war.
Der Berufseinstieg von Karl Schmitt erfolgte in Mainz noch zu der Zeit, als es zum Französischen Kaiserreich gehörte: Er wurde 1813 Souschef der Präfektur Mainz. Nach dem Zusammenbruch des Kaiserreiches und dem Übergang des Linken Rheinufers an eine „provisorischen Landesadministration“ wurde er dort 1814 Archivsekretär. Nachdem Rheinhessen 1816 an das Großherzogtum Hessen gefallen war, trat er in dessen Verwaltung ein, war 1821 Registrator und 1828 Regierungssekretär in Mainz. 1832 wurde er Regierungsassessor bei der Provinzialdirektion von Rheinhessen in Mainz und gleichzeitig provisorischer Kreisrat des Bezirks Mainz. 1835 war er Regierungsrat in Mainz, 1845 bis 1848 Kreisrat des Kreises Mainz. Zugleich war er ab 1846 (bis 1871) Rheinschifffahrtskommissar. Durch die in Folge der Revolution von 1848 im Großherzogtum Hessen verursachte Gebietsreform verlor er seine Stellung als Kreisrat und wurde in den vorläufigen Ruhestand versetzt. Nach der Ermordung des Vorsitzenden der Regierungskommission des Regierungsbezirks Heppenheim, Christian Prinz, trat er 1849 dessen Nachfolge an und war anschließend in gleicher Funktion 1850 bis 1852 Vorsitzender der Regierungskommission des Regierungsbezirks Worms. Nachdem die Gebietsreform der Revolution in der Reaktionsära von der Regierung Dalwigk annulliert wurde, war Schmitt ab 1852 bis zu seiner Pensionierung wieder Kreisrat des Kreises Mainz, was – nach Restituierung der Provinzen und der Provinzialverwaltung zum 1. Januar 1861 – auch mit den Aufgaben eines Direktors der Provinz Rheinhessen verbunden war. In dieser Funktion trug Schmitt den Titel eines Provinzialdirektors. Seit 1854 war er auch landesherrlicher (großherzoglich-hessischer) Territorialkommissar der Bundesfestung Mainz. All diese Aufgaben nahm er bis zu seiner Pensionierung 1874 wahr.
1869 ernannte ihn Großherzog Ludwig III. zum Mitglied der Ersten Kammer der Landstände auf Lebenszeit. Das Mandat nahm er über zwei Landtage hinweg wahr und verzichtete 1873.

## Ehrungen
1852 erhielt er den Titel eines Geheimen Regierungsrats und später eines Geheimrats.